# Iakovlev Iak-3
Iakovlev Iak-3 (în rusă Яковлев Як-3) cunoscut inițial ca I-30 a fost un avion vânătoare monomotor fabricat și folosit de Uniunea Sovietică în cel de-al Doilea Război Mondial.
Era un avion robust, ușor de întreținut, iubit de piloți și de mecanici deopotrivă.
A fost unul din cele mai ușoare și mai mici avioane de vânătoare folosit de combatanții războiului, raportul putere-greutate bun îi asigura performanțe excelente. 
S-a dovedit foarte bun în luptele aeriene. Marcel Albert, cel mai mare as francez a războiului care a zburat cu Iak-3 în URSS cu grupul Normandie-Niémen îl considera un avion mai bun decât P-51 Mustang și Supermarine Spitfire.

## Date tehnice
Caracteristici generale
- Echipaj: 1
- Lungime: 8,5 m
- Anvergură: 9,2 m
- Înălțime: 2,39 m
- Suprafața aripilor: 14,85 m2
- Greutate goală: 2.105 kg
- Greutate încărcată: 2.692 kg

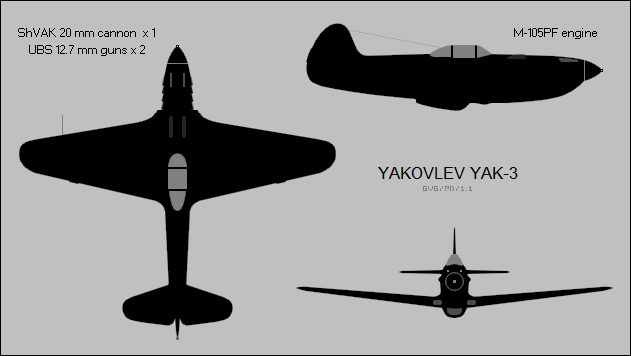
Iak-3

- Motor: 1 x motor cu piston tip Klimov VK-105PF-2, V-12, răcire cu lichid de 970 kW (1.300 CP)

Performanțe
- Viteza maximă: 655 km/h
- Raza de acțiune: 650 km
- Plafon practic de zbor: 10.700 m
- Viteza de urcare: 18,5 m/s
- Sarcină unitară pe aripă: 181 kg/m2
- Putere/masă: 0,36 kW/kg

Armament
- 1x tun ShVAK de 20mm
- 2 x mitraliere Berezin UBS de 12,7 mm

## Operatori
- Uniunea Sovietică
- Iugoslavia
- Franța
- Polonia